# Caio Cílnio Mecenas

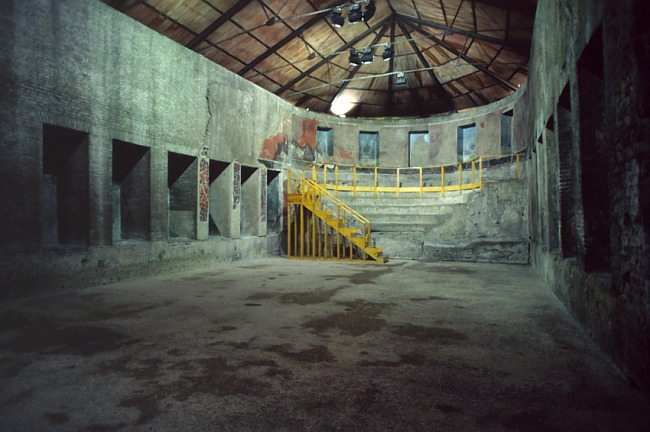
Auditório Mecenas, em Roma

Caio Cílnio Mecenas (em latim: Gaius Cilnius Maecenas) (70 a.C. — 8 a.C.) foi um cidadão romano da época imperial. Foi um político, estadista e patrono das letras. Administrou a fortuna da sua rica família e foi um conselheiro hábil e de confiança do imperador Augusto, o qual se fez muitas vezes representar por Mecenas como seu tribuno, orador, patrono e amigo pessoal para várias missões políticas.
Mais tarde aposentou-se e devotou todos os seus esforços a seu círculo literário famoso, que incluiu Horácio, Virgílio, e Propércio, patrocinando-os com amizade, bens materiais e protecção política.
Na actualidade seu nome é o símbolo do patronato rico, generoso das artes. Assim o nome Mecenas tornou-se de nome próprio em nome comum. Assim hoje em dia um mecenas é uma pessoa que patrocina as artes, a ciência ou o ensino, muitas vezes com benefícios fiscais.